# Copolímero alternante
Los copolímeros alternados son un tipo de polímero que posee dos o más monómeros, los cuales se van insertando siempre en un mismo orden, representado: A-B-A-B-A-B-A.
Un ejemplo de copolimero alternado es el del PET (polietilentereftalato), el cual presenta como monómeros al ácido tereftálico y al etilenglicol. Estos se unen por condensación haciendo necesario que después de una molécula de ácido tereftálico tenga que haber otra de etilenglicol.
- Datos: Q5787995